# Cernay-l'Église
Cernay-l'Église is een gemeente in het Franse departement Doubs (regio Bourgogne-Franche-Comté) en telt 258 inwoners (1999). De plaats maakt deel uit van het arrondissement Montbéliard.

## Geografie
De oppervlakte van Cernay-l'Église bedraagt 5,9 km², de bevolkingsdichtheid is 43,7 inwoners per km².

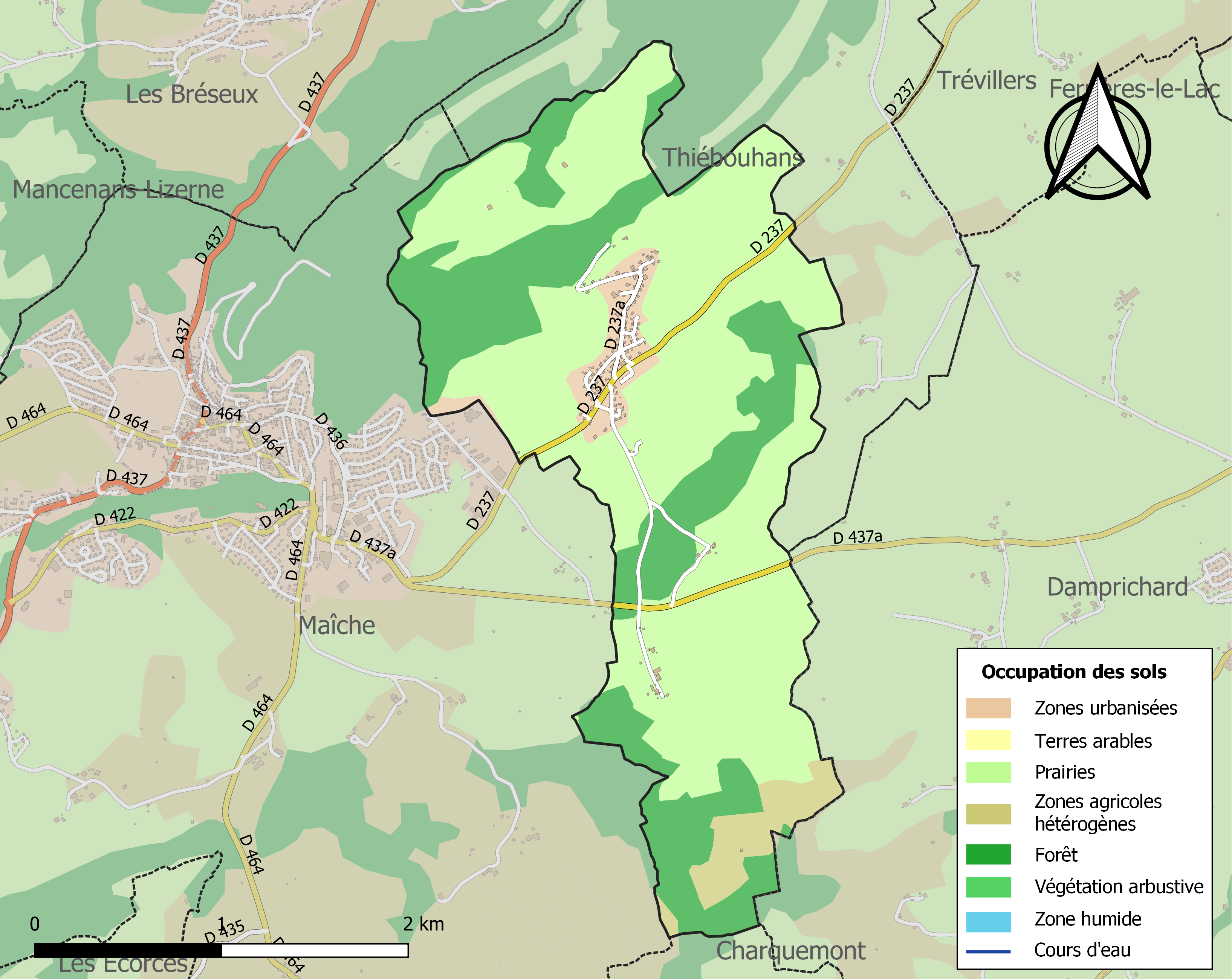
Kaart van de gemeente met de belangrijkste infrastructuur, bodemgebruik en omliggende gemeenten

## Demografie
Onderstaande figuur toont het verloop van het inwonertal (bron: INSEE-tellingen).